# Cryptorites
Cryptorites is een geslacht van kevers uit de familie van de loopkevers (Carabidae). De wetenschappelijke naam van het geslacht is voor het eerst geldig gepubliceerd in 1950 door Jeannel.

## Soorten
Het geslacht Cryptorites is monotypisch en omvat slechts de volgende soort:
- Cryptorites scotti Jeannel, 1950